# 施世驃
施世驃（1667年—1721年），字文秉，一字文南。晋江县衙口村人，祖籍河南固始，清朝海軍名將施琅六子。

## 生平
施世驃於1668年隨父施琅隸屬漢軍鑲黃旗。康熙二十二年（1683年），委署守備，與其父攻臺，事平敘功加左都督銜。1691年授山東濟南城守營參將。康熙三十五年（1696年），从征噶尔丹。1698年遷山東臨清副將。1701年擢陞浙江定海鎮總兵。1708年陞廣東陸路提督。1712年，調福建水師提督。1716年奏准臺閩水師個別洋巡，否決福建巡撫陳璸所提臺閩二地交旗洋巡。此例遂沿為定制到清末。
1721年5月12日，朱一貴舉事，世驃聞訊自廈門抵澎湖，等候南澳鎮總兵藍廷珍的援軍。7月9日入安平籌畫收復府治事宜，並決定以合圍的方式進勦。7月15日與藍廷珍會師臺灣府。事平，從優敘功。10月3日臺郡突遭暴雨襲擊，世驃終夜露立，遂病。卒於軍中，得年54歲。贈太子少保，諡勇果，追一等阿达哈哈番（輕車都尉）。

## 延伸阅读
[在维基数据编辑]
 《清史稿·卷291》
 《清史稿·卷284》，出自趙爾巽《清史稿》